# Vincenzo Pelvi

Erzbischofswappen von Vincenzo Pelvi

Vincenzo Pelvi (* 11. August 1948 in Neapel) ist ein italienischer Geistlicher und emeritierter römisch-katholischer Erzbischof von Foggia-Bovino.

## Leben
Der Erzbischof von Neapel, Corrado Kardinal Ursi, spendete ihm am 18. April 1973 die Priesterweihe. Pelvi wurde an der Päpstlichen Theologischen Fakultät Süditaliens zum Doctor theologiae promoviert. An dieser Fakultät lehrte er von 1974 bis 1996 Theologie. Von 1979 bis 1987 war er im Erzbistum Neapel Leiter des Pastoralamts. Unter Erzbischof Michele Kardinal Giordano war er von 1988 bis 1996 Bischofsvikar für den Norden Neapels, später wurde er Generalvikar des Erzbistums Neapel.
Papst Johannes Paul II. ernannte ihn am 11. Dezember 1999 zum Weihbischof in Neapel und Titularbischof von Thinisa in Numidia. Die Bischofsweihe spendete ihm der Erzbischof von Neapel, Michele Kardinal Giordano, am 23. September desselben Jahres; Mitkonsekratoren waren Agostino Vallini, Bischof von Albano, und Ciriaco Scanzillo, emeritierter Weihbischof in Neapel. Papst Benedikt XVI. ernannte ihn am 14. Oktober 2006 zum Militärerzbischof von Italien.
Papst Franziskus nahm am 10. August 2013 sein Rücktrittsgesuch als Militärerzbischof an. Am 11. Oktober 2014 ernannte er ihn zum Erzbischof von Foggia-Bovino. Die Amtseinführung fand am 13. Dezember desselben Jahres statt. In der Italienischen Bischofskonferenz war Pelvi Mitglied der bischöflichen Kommission für Kultur und Massenmedien.
Am 18. November 2023 nahm Papst Franziskus seinen altersbedingten Rücktritt an.